# Київ-Сіті

Перший проєкт Київ-Сіті

Київ-Сіті — назва проєкту ділового району в Києві. Діловий район буде складатися з близько 15 надвисоких хмарочосів. Проєкт перебуває в розробці.

## Історія проєкту

### Проєкт наРибальському острові(2005—2012)
Перший проєкт 2005 року передбачав будівництво ділового району на території Рибальського острову, першою спорудою до бізнес центру столиці став Подільський мостовий перехід, перед бізнес-центром планувався 350-метровий готельний комплекс «Одвічне сяйво», що складався з чотирьох веж у формі ромбу зі скла золотого кольору. Перший проєкт передбачав:
- Офісно-діловий комплекс — 2 млн м²
- Паркінг — 40 000 місць
- Готельний комплекс (4 зірки) — 700 номерів
- Готельний комплекс (3 зірки) — 1500 номерів
- Адміністративний комплекс — 80 000 м²
- Торговельний комплекс — 100 000 м²
- Спортивно-оздоровчий комплекс — 25 000 м²
- Кіноконцертний комплекс — 10 000 місць
- Музей корпоративних колекцій — 12 000 м²

У листопаді 2007 року з'явився новий проєкт бізнес-кварталу, де було вже шість будинків. З першого проекту залишилось «Одвічне сяйво», проте його дизайн було спрощено та «перефарбовано» у синій. Початок будівництва був запланований на 2008 рік, а кінець — на 2012-2013 роки.
У травні 2008 року з'явився новий проєкт, що був більше схожий на перший, «сяйво» знову зробили золотим, а також підвищили поверховість. Новий проєкт передбачав:
- Офісно-готельний комплекс «Одвічне сяйво»
- Адміністративний комплекс
- Океанаріум
- Торговельно-розважальний комплекс
- Театрально-видовищні будівлі
- Музей сучасного мистецтва
- Спортивно-оздоровчий комплекс
- Бізнес-центри
- Сервісні апартаменти
- Готелі
- Діловий комплекс «Дніпро-Сіті»
- Залізнична станція
- Станція метрополітену
- Транспорто-пішоходний термінал

Цей проєкт було відхилено і відправлено на допрацювання. Пізніше того ж місяця з'явився проєкт району від Інститута архітектурного менеджменту, він займав 40 га, а найвищий будинок мав вже 330 м. Його теж відправили на допрацювання, а російська компанія «MosCity Group» пообіцяла розпочати будівництво наприкінці року.
Восени через погану економічну ситуацію будівництво перенесли на початок 2009, ще пізніше на кінець, закінчити обіцяли у 4 кварталі 2013 року. Також на будівництві мосту з'явилася реклама «Одвічного сяйва». Почати будівництво тоді так і не вийшло і наступного року його перенесли на 2011 рік. Реалізувати проєкт не вдалося, тож восени почали розглядати інші варіанти розміщення ділового району, серед варіантів найкращим зазвичай називали Осокорки. Наразі на території, запланованій для будівництва Київ-Сіті будується житловий район Rybalsky.

### Проєкт наПозняках-Західних (2012—2019)
У лютому 2012 року головний архітектор Києва Сергій Целовальник повідомив, що діловий центр будуть будувати на Княжому затоні, місце обрали з п'яти варіантів, серед яких був і Київський іподром.
Целовальник прогнозував початок будівництва на 2014 рік, щоб почати будівництво потрібно було знести 200 приватних будинків. Наступного року після заяви про нові плани почалася Революція гідності, тож розпочати хоча б звільнення території під забудову не вийшло і проєкт довелося відкласти.
У 2016 MA Architects розробили новий проєкт ділового кварталу, який також включав у себе будівництво нової розв'язки між з'їздом з Південного мосту та шляхопровідом Дніпровської набережної, через озеро Синятин повинен був з'явитися ще один міст. Проєкт було поділено на наступні функціональні зони:
- ділова (20,86 га)
- спортивно-видовищна (9,2 га)
- торгівельна (6300 м2)
- готельно-апартаментна (9,96 га)
- житлова (7 га)
- паркова (27,2 га)

Деякий час про Київ-Сіті не було жодних новин, поки у 2019 не почали приймати новий ДПТ Позняків, на одному з варіантів якого він з'явився на 11-му мікрорайоні Позняків-Західних. Деталей про проєкт не було, проте можна було побачити, що передбачувався парк та 24 будівлі. Варіант ДПТ ухвалений не був. Запланована територія зараз також забудовується житловими комплексами, серед яких «Зарічний», «Славутич», «Seven» та «RiverStone».

### Проєкт на НижнійТеличці(2019—наш час)
У червні 2019 року було запропоновано втілити проєкт на Теличці. Про діловий район також висловлювалися політики Володимир Зеленський, Міхеіл Саакашвілі та Віталій Кличко.
Влітку 2020 відомий київський девелопер Артур Мхітарян заявив, що вже декілька років його компанія Taryan Group займається розробкою Київ-Сіті на території промзони на Нижній Теличці та опублікував відео-презентацію проєкту. Мхітарян закликав власників нерухомості на території промзони об'єднатися з владою аби реалізувати ці плани, зі свого боку він пообіцяв прикласти свій талант та знайти необхідних інвесторів.
У презентації було показано план району, поділеного на квартали:
- Зелений острів
- Квартал 1: Дніпро-лагуна (готелі та розваги, марина, житло)
- Урядовий квартал
- Квартал 2: Житлова зона
- Квартал 3: IT-кластер
- Квартал 4: Офіси
- Квартал 5: Парк, місце проведення івентів, арена
- Квартал 6: Торгівля
- Зелене кільце
- Хмарочоси, багатофункціональні комплекси
- Канатна дорога

Під час свого офіційного візиту до Великої Британії Володимир Зеленський запросив британських спеціалістів допомогти у будівництві «Київ-Сіті».
3 грудня у Київгенплані повідомили, що за новим проєктом ДПТ на Теличці планується діловий центр, що повинен розвантажити центральні вулиці міста.
8 червня 2021 року КМДА створило робочу групу для вивчення доцільності будівництва на Теличці ділового центру.
30 червня Лев Парцхаладзе, Сергій Броневицький та Микола Поворозник у інтерв'ю заявили, що на будівництво витратять $10 млрд і закінчать його за 10-15 років. Вони також заявили, що одним із замовників є Офіс Президента України, що хоче туди переїхати.